# جينيت غولدستن
جينيت غولدستن (بالإنجليزية: Jenette Goldstein)‏ ، من مواليد 4 فبراير 1960 ، وهي ممثلة أمريكية ، شاركت بعدة أفلام ، ومنها فيلم اللاينز عام 1986م.

## وصلات خارجية
- جينيت غولدستن على موقع IMDb (الإنجليزية)
- جينيت غولدستن على موقع روتن توميتوز (الإنجليزية)
- جينيت غولدستن على موقع ألو سيني (الفرنسية)
- جينيت غولدستن على موقع أول موفي (الإنجليزية)
- جينيت غولدستن على موقع قاعدة بيانات الأفلام السويدية (السويدية)
- جينيت غولدستن على موقع قاعدة بيانات الفيلم (الإنجليزية)
- جينيت غولدستن على موقع كينوبويسك (الروسية)
- Jenette Goldstein نسخة محفوظة 15 أكتوبر 2014 على موقع واي باك مشين. at Cinemorgue
- Jenette Bras